# Code pénal italien de 1889
Pour les autres articles nationaux ou selon les autres juridictions, voir Code pénal.
Lire en ligne

https://www.normattiva.it/uri-res/N2Ls?urn:nir:stato:decreto.regio:1889-06-30;6133!vig=

Le code pénal italien de 1889, dit code Zanardelli du nom du ministre de la Justice qui en a promu l'approbation, est un code pénal qui a été en vigueur dans le royaume d'Italie de 1890 à 1930.

## Le rapport au roi
Dans son rapport au Roi, Zanardelli se dit convaincu que « les lois doivent être écrites de manière à ce que même les hommes de peu de culture puissent en comprendre le sens ; et cela doit être dit surtout d'un code pénal, qui concerne un très grand nombre de citoyens, même dans les classes inférieures, qui doivent avoir la possibilité de savoir, sans avoir besoin d'interprètes, ce qui est interdit par le code ». Zanardelli pensait que le droit pénal ne devait jamais oublier les droits de l'homme et du citoyen et qu'il ne devait pas considérer le criminel comme un être nécessairement irrécupérable : il ne fallait pas seulement intimider et réprimer, mais aussi corriger et éduquer.

## Caractéristiques
Entré en vigueur le 1er janvier 1890 (bien qu'approuvé, entre autres à l'unanimité des deux Chambres, dès le 30 juin 1889), ce code abolit la peine de mort (qui était encore en vigueur dans les principaux États européens) pour tous les crimes, à l'exception de certains délits militaires en temps de guerre, et autorise la liberté de grève, dans des conditions non violentes et non intimidantes. Elle a également introduit la liberté conditionnelle, le principe de rééducation de la peine et a accru le pouvoir discrétionnaire du juge pour adapter la peine à la culpabilité réelle du délinquant, tout en admettant la folie certifiée comme cause d'exemption de procès.

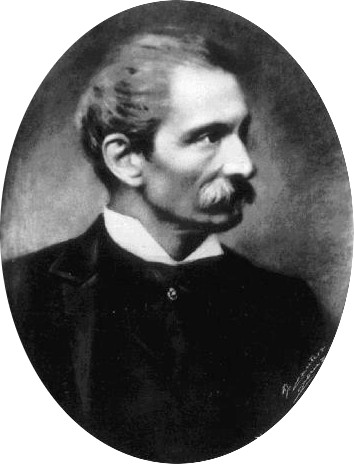
Portrait de Giuseppe Zanardelli

Le code Zanardelli est un code clairement libéral : outre la réaffirmation des principes fondamentaux de garantie issus des Lumières, il n'admet pas l'extradition (même des étrangers) pour les délits politiques (bien qu'il en prévoie certaines), il élimine le travail forcé, diminue les peines, prévoit des circonstances atténuantes générales et interdit la mise en accusation des mineurs (entre 14 et 18 ans, qui avaient été jugés auparavant), sauf s'ils sont jugés par le tribunal capables de comprendre et d'agir au niveau d'un adulte,. Elle distingue l'avortement de l'infanticide ; toutefois, reprenant l'ancienne législation qui protégeait davantage l'individu formé que celui encore en formation, elle considère l'infanticide comme moins grave que le meurtre, mais seulement lorsque l'acte est commis " pour des raisons d'honneur " et sur un enfant qui n'est pas né " depuis plus de cinq jours " et qui, en tout cas, n'est pas encore inscrit à l'état civil. Dans ce cas, elle était assimilée à l'avortement. Elle réduisait les peines pour les délits d'expression tels que l'insulte à la religion et à la personne du roi. La bigamie, en revanche, est devenue un crime contre l'institution familiale, considérée comme un pilier de la société, et non contre la fidélité, un concept religieux.
Il prévoyait la mise en liberté sous caution en attendant le procès, à l'exception des délinquants pris en flagrant délit, de ceux soupçonnés de crimes contre l'État et de ceux accusés de délits fiscaux et de vols, ainsi que de ceux qui n'avaient pas de travail ou, s'ils étaient sans emploi, de domicile stable. En cas de libération, à l'exception des accusés pauvres, une caution était établie (elle ne serait maintenue par le code pénal ultérieur que pour les délits mineurs).
Il a également réglementé, de manière articulée, tant la tentative que la participation de personnes à un crime, en distinguant la responsabilité des concurrents au crime en prévoyant des figures de coparticipants primaires et secondaires. Le problème de l'imputabilité a été résolu à la lumière du caractère volontaire du fait, à travers des formulations claires pour son exclusion et sa diminution ; la "force irrésistible" a été annulée, et l'ivresse, même si elle n'est pas accidentelle, a été considérée comme une cause atténuante. Elle a distingué la détention et l'emprisonnement, en réglementant ce dernier selon les principes de l'exécution progressive et en fonction de la rééducation du condamné. Les dispositions sur l'intention, l'erreur et les causes de justification étaient nombreuses, réglementant pour la première fois l'élément subjectif de l'infraction et les causes de justification.
Le code Zanardelli a remplacé le code pénal savoyard promulgué par le roi Carlo Alberto di Savoie en 1839 et est entré en vigueur en 1840 sur l'ensemble du territoire du royaume d'Italie, à l'exception de la Toscane, où le code pénal local est resté en vigueur car il ne prévoyait pas la peine de mort contrairement au code sarde.
Pour cette raison, ce n'est qu'avec le présent Code Zanardelli que l'unification législative effective du Royaume sera réalisée. Bien que considéré par de nombreux pénalistes de l'époque, notamment ceux de l'école du positivisme juridique, comme un code trop "mou" et obsolète, dans certaines parties, déjà au moment de sa promulgation (car il reprenait également des normes du Code Napoléon, promulgué plus de 80 ans auparavant), il s'agissait néanmoins d'un code pénal avancé par rapport à ses prédécesseurs et même à de nombreux codes européens.

## Le dépassement
Avec l'avènement du gouvernement Mussolini, nombre de ses règles sont en fait ignorées et en 1930, le code Zanardelli est formellement aboli et remplacé par le code Rocco.
Avec la chute du fascisme et l'entrée en vigueur de la Constitution républicaine, le dilemme se pose de savoir s'il faut restaurer le Code Zanardelli, plus libéral, en l'adaptant à l'époque avec de nouvelles règles, ou maintenir le Code Rocco qui, malgré son autoritarisme, apparaît plus avancé scientifiquement que le précédent (le Code Rocco maintient également le principe de non-rétroactivité de la peine, rejetant les formulations de type national-socialiste). Finalement, il est décidé de laisser le code Rocco en vigueur, en expurgeant ses dispositions les plus illibérales, en attendant la publication d'un nouveau code (fusionnant l'inspiration libérale de Zanardelli avec les nouvelles idées démocratiques), ce qui n'a toutefois pas eu lieu ; le code Rocco, bien qu'amendé par des règles typiquement fascistes et modifié en de nombreuses parties, est toujours en vigueur. Dans les années 1980 et 1990, il y a eu de nombreuses propositions, mais finalement, le Code Rocco a été conservé, et un nouveau Code de procédure pénale a été publié en 1988.
Le code Zanardelli n'a été officiellement abrogé dans son intégralité que le 16 décembre 2010 par le décret législatif no 212 du 13 décembre 2010 portant application de la loi no 246 du 28 novembre 2005,.

## Utilisation actuelle
Bien qu'il ne soit plus en vigueur en Italie depuis 1930, le code Zanardelli reste la principale source de droit pénal dans l'État de la Cité du Vatican, qui l'a transposé à la suite des accords du Latran de 1929 ainsi que toute la législation italienne en vigueur à l'époque, bien que le Vatican n'ait aboli la peine capitale de jure qu'en 1969. En raison de l'absence de mise à jour, pour les infractions plus récentes (comme le trafic de drogue), les autorités du Vatican ont dû chercher d'autres sources dans leur système juridique et le code a été réformé plusieurs fois au fil des ans.
Le code pénal turc adopté en 1926, qui a remplacé la version ottomane du XIXe siècle fondée en partie sur le code pénal napoléonien, s'inspire également en partie du code Zanardelli, à l'exception de la peine de mort, qui a été prévue jusqu'en 2004, et de certaines réglementations plus autoritaires. En 1930, il a été modifié et adapté au nouveau code italien, le Codice Rocco, publié sous le fascisme. Modifié à de nombreuses reprises, il a été remplacé en 2005 par un nouveau code pénal.

## Source
- (it) Cet article est partiellement ou en totalité issu de l’article de Wikipédia en italien intitulé « Codice penale italiano del 1889 » (voir la liste des auteurs).